# Echthrodesis lamorali
Echthrodesis lamorali är en stekelart som beskrevs av Lubomir Masner 1968. Echthrodesis lamorali ingår i släktet Echthrodesis och familjen Scelionidae. Inga underarter finns listade i Catalogue of Life.